# Victoria Catlin
Victoria Catlin, nata Victoria Shechter (Moline, 23 settembre 1952 – Moline, 28 febbraio 2024), è stata un'attrice statunitense.

## Biografia
Victoria Catlin nacque a Moline, in Illinois, il 23 settembre 1952.
Sul grande schermo pparve in film quali Slow Burn e A servizio ereditiera offresi. In tv divenne nota in tutto il mondo interpretando il ruolo di Blackie O'Reilly nella serie I segreti di Twin Peaks.
Morì il 28 febbraio 2024 all'età di 71 anni.

## Filmografia parziale

### Cinema
- Ghoulies (1985)
- A servizio ereditiera offresi (1987)
- Poliziotto sadico - Maniac Cop 2 (1988)
- Howling V (1989)
- Mutant on the Bounty (1989)

### Televisione
- Slow Burn (1986) Film TV
- Storie incredibili (Amazing Stories) - serie TV, episodio 2x18 (1987)
- I segreti di Twin Peaks (1990) Serie TV